# Związek Wolnych Demokratów
Związek Wolnych Demokratów (węg. Szabad Demokraták Szövetsége, SzDSz) – węgierska liberalna partia polityczna powstała 13 listopada 1988 jako ugrupowanie opozycyjne wobec rządzących komunistów. Jej członkowie to głównie przedstawiciele klasy średniej, liberalnych intelektualistów i przedsiębiorców.
W latach 1994–1998 oraz 2002–2008 Związek Wolnych Demokratów był koalicjantem Węgierskiej Partii Socjalistycznej. W wyborach w 2010 ugrupowanie startowało w poszczególnych regionach razem z centroprawicowym Węgierskim Forum Demokratycznym, nie przekraczając progu wyborczego i po raz pierwszy w historii nie uzyskując mandatów w Zgromadzeniu Narodowym. W 2013 partia została rozwiązana.

## Przewodniczący
- 1988–1991: János Kis
- 1991–1992: Péter Tölgyessy
- 1992–1997: Iván Pető
- 1997–1998: Gábor Kuncze
- 1998–2000: Bálint Magyar
- 2000–2001: Gábor Demszky
- 2001–2007: Gábor Kuncze
- 2007–2008: János Kóka
- 2008–2009: Gábor Fodor
- 2009–2010: Attila Retkes
- 2010–2013: Viktor Szabadai[1]